# Goran Lovre
Goran Lovre (Servisch: Горан Ловре) (Zagreb, 23 maart 1982) is een gewezen voetballer van Servische afkomst die op het middenveld speelde. Hij speelde onder meer voor RSC Anderlecht en FC Groningen.

## Clubcarrière
Lovre speelde van 1991 tot 1998 in de jeugd van Partizan Belgrado en maakte in 1998 de overstap naar RSC Anderlecht, waar hij op twintigjarige leeftijd zijn eerste profcontract tekende. Hij speelde in vier seizoenen 46 competitiewedstrijden bij de club en kwam viermaal in actie in de Champions League. Met RSC Anderlecht werd Lovre in 2004 en 2006 landskampioen. Op 12 mei 2006 werd bekendgemaakt dat Lovre een driejarig contract tekende bij FC Groningen. Hij kon ook bijtekenen bij RSC Anderlecht voor een periode van drie jaar maar op die aanbieding ging hij niet in. Lovre speelde voor Groningen eveneens vier seizoenen waarin hij zeer succesvol was. Hij was erg geliefd bij het publiek en hij zorgde voor veel assists en doelpunten. Op 28 mei 2010 tekende hij een tweejarig contract bij Barnsley FC, waarmee hij in de Football League Championship ging spelen. Op 7 december 2011 hebben de speler en de club dit contract laten ontbinden. In het seizoen 2012/13 speelde hij kort voor FK Partizan waarna hij heel kort voor Esteghlal FC in Iran ging spelen. In 2014 verhuisde Lovre naar Duitsland. Hij ging spelen bij SSV Ulm 1846 dat speelde in de Regionalliga Süd-West. Aan het einde van het seizoen degradeerde Ulm naar de Oberliga Baden-Württemberg.

## Interlandcarrière
Lovre won een zilveren EK-medaille met de Servische ploeg onder-21. Hij nam met Servië en Montenegro deel aan de Olympische Spelen 2004 in Athene, Griekenland. Daar werd de ploeg in de voorronde uitgeschakeld na drie nederlagen op rij, tegen achtereenvolgens Argentinië, Australië en Tunesië.